# Ambalavao
Ambalavao est une ville de Madagascar située dans le sud-est de la région Haute Matsiatra, à 56 km au sud de Fianarantsoa. Elle est reconnue pour ses très belles maisons à varangue avec des balustrades de bois formées de motifs géométriques.

## Géographie et climat
Ambalavao est située aux confins des Hautes Terres et du pays Betsileo. Elle se niche au fond d’une vallée entourée de montagnes granitiques et surplombée par le massif de l’Andringitra et le Pic Boby, le deuxième plus haut sommet de Madagascar avec 2 876 mètres. À sept kilomètres à la sortie sud de la ville, se dressent trois mamelons rocheux appelés les portes du Sud qui ont longtemps servi de points de repère aux avions postaux. C'est la zone frontière entre les  Hautes Terres et le Sud.
La moyenne annuelle de température est de 20 °C[réf. souhaitée].
Ambalavao se situe aux abords de la  Route Nationale No. 7 Fianarantsoa-Ihosy-Tuléar à 160 km d'Ihosy et 56 km de Fianarantsoa.

## Historique
C’est dans cette région où les Betsileo affrontèrent les Bara (XVIIIe siècle) et les Merina (XIXe siècle) pour préserver leur territoire et leur indépendance. La région est marquée par plusieurs sites sacrés en souvenir de ces événements tragiques. Ainsi, le rocher d’Ifandàna, au sud-est de la ville, fut le lieu d’où se jetèrent ceux qui préférèrent la mort à la domination Merina.
Le village prit son essor en 1900, quand l’administration coloniale l’éleva au rang de chef-lieu de district et y édifia des écoles. Une route reliant Ambalavao à la capitale Tananarive fut ouverte en 1916.
Durant la Seconde Guerre mondiale, en 1942 pendant la campagne de Madagascar, la ville devint la capitale de Madagascar vichyste du fait de l'avancée des Alliés.

## Population et démographie
La ville d'environ 30 000 habitants est habitée majoritairement par les Betsileo.

## Économie et productions
Ambalavao est le deuxième plus grand marché de zébus de l’île.
On y fabrique le papier antaimoro, dont l'origine remonte aux premières immigrations arabes au début du XVIe siècle, et qui est réputé dans toute l’île. La pâte est faite avec l'écorce d'un arbuste, le havoha qui est une variété de mûriers ; encore humide, on la décore de motifs avec des fleurs séchées.
On trouve aussi plusieurs vignobles dans la région.
À 12 kilomètres au sud d’Ambalavao se trouve la réserve communale d’Anjà. Cette réserve est un concentré de la faune et la flore de Madagascar. On peut y voir entre autres, une communauté de lemur catta, ainsi que des tombeaux surmontés de crânes de zébu, cachés dans les cavités des parois.

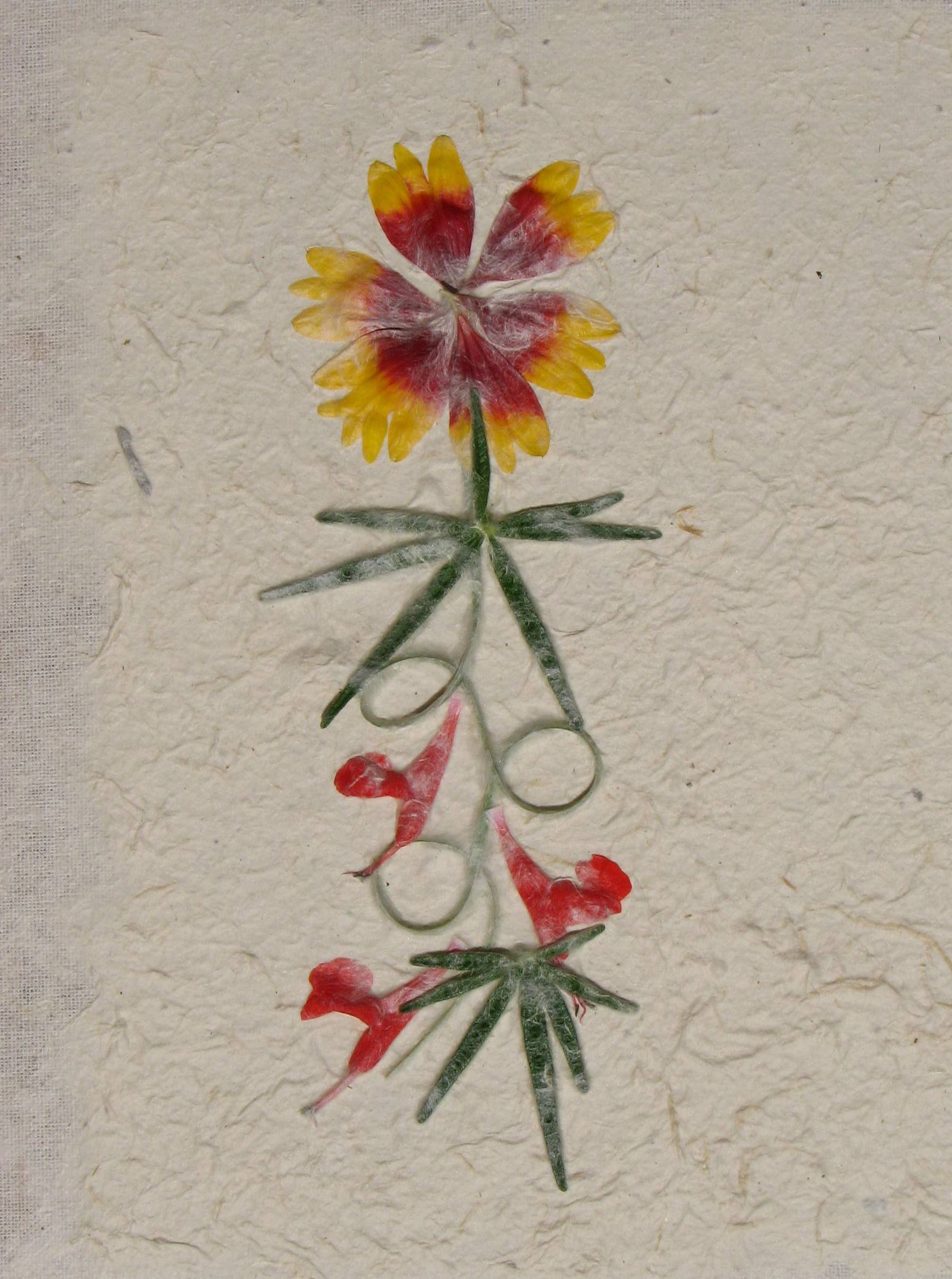
Papier antaimoro
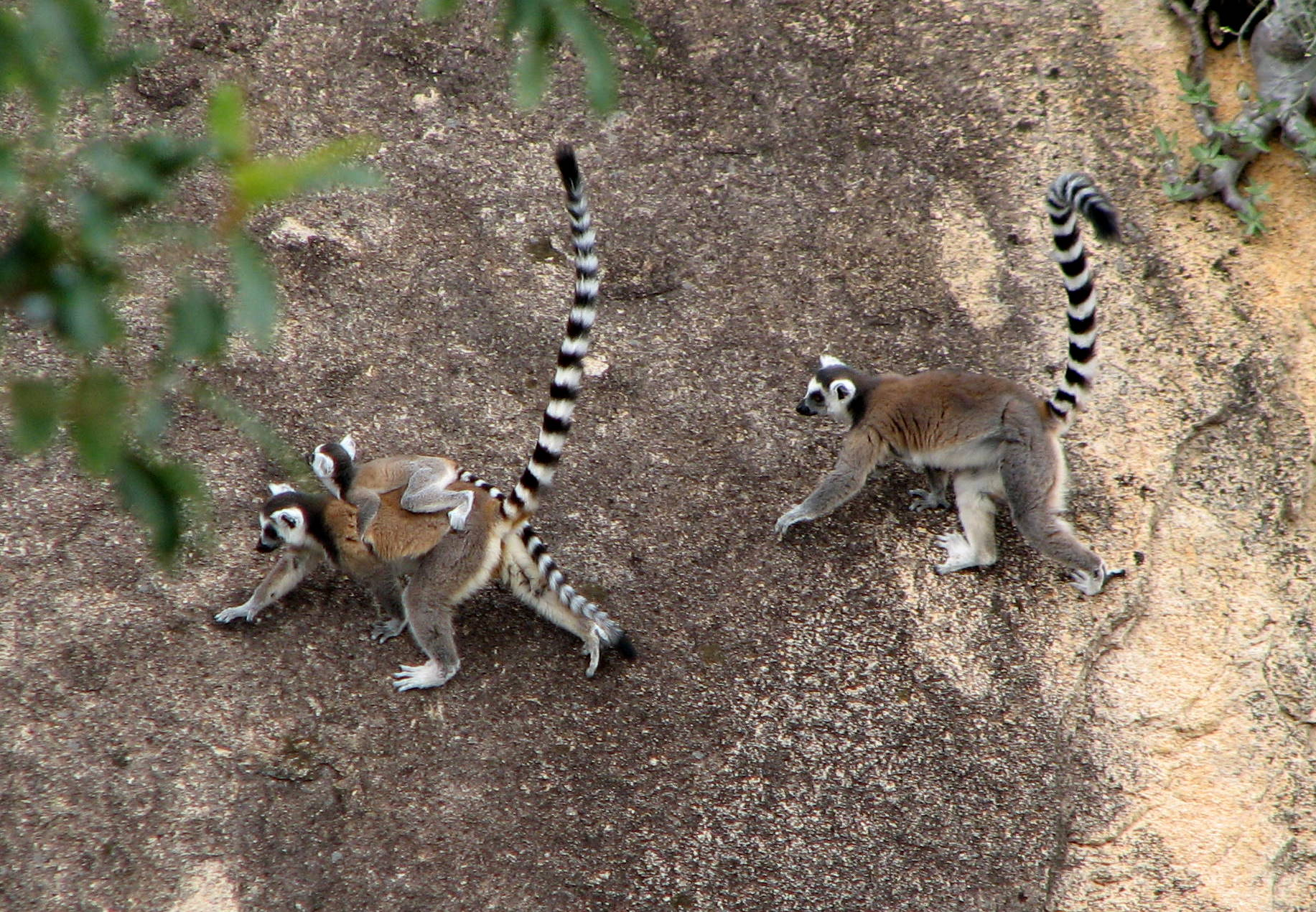
Lemur catta, réserve d'Anjà
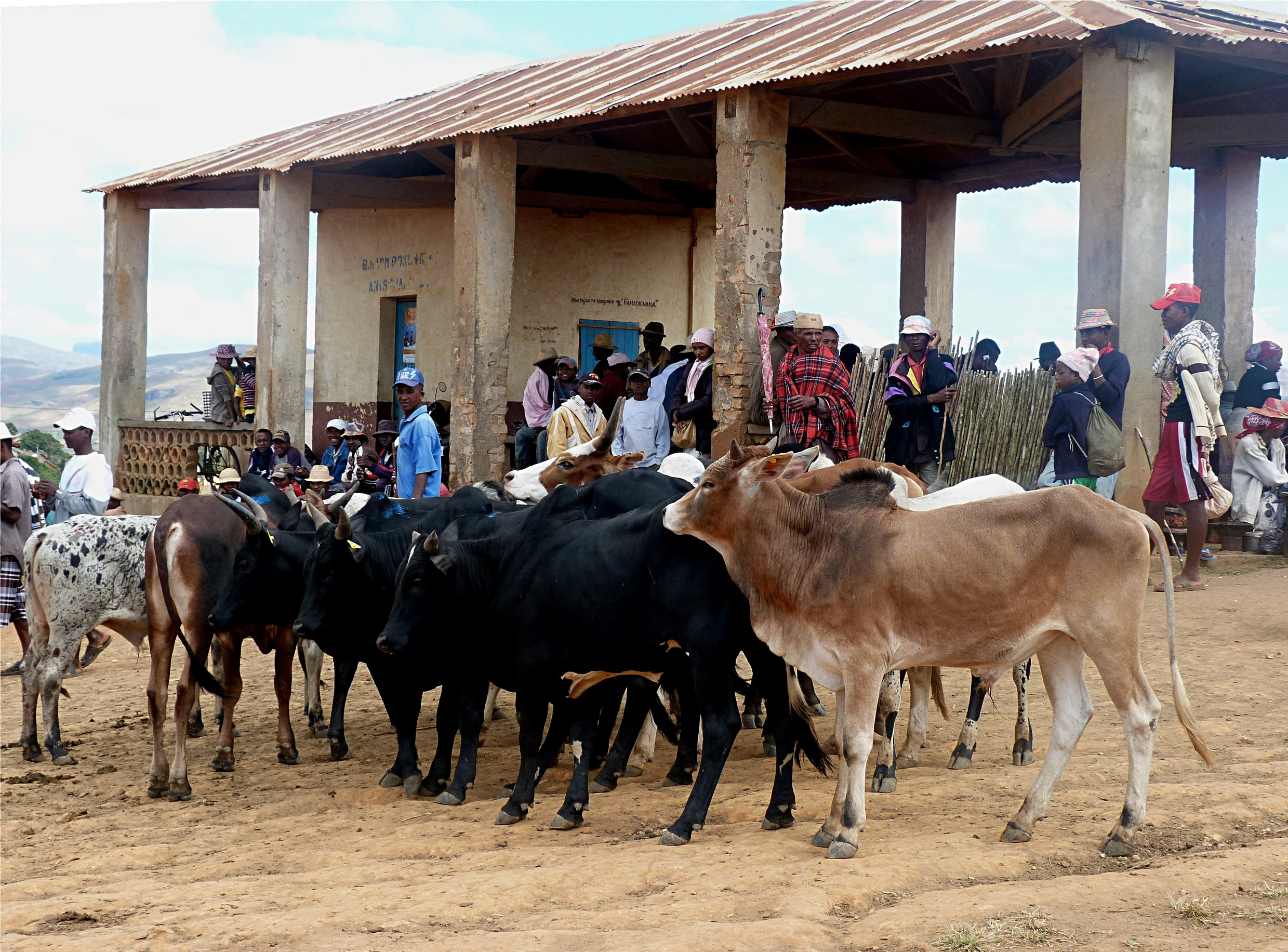
Marché aux zébus
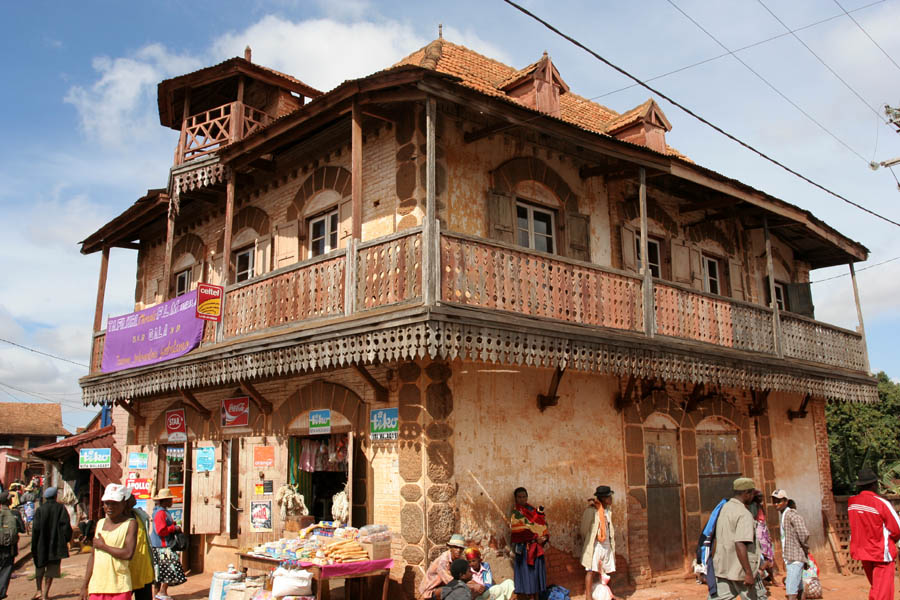
Maison du centre-ville

## Villes jumelées
- Quatre-Bornes à  Maurice
- Saint-Benoit à La Réunion

## Weblinks